# U Make Me Wanna
U Make Me Wanna ist ein Popsong von der britischen Boygroup Blue auf ihrem zweiten Studioalbum One Love von 2003. Er wurde von Steve Robson, John McLaughlin und Harry Wilkins geschrieben und von StarGate produziert.

## Inhalt
Der Song ist eine Ballade im mittleren Tempo. Er beschreibt die tief empfundene Liebe zu einer Person.

## Musikvideo
Das Musikvideo zeigt die Band in Feierlaune auf einem Segelschiff. Nachdem sie ihre Freunde und Freundinnen getroffen haben, drehen ein paar Jungs eine Runde mit den Jetskis. Das Video wurde bei Kapstadt, Südafrika gedreht.

## Coverversionen
Die taiwanische Sängerin Elva Hsiao interpretierte das Lied mit der Band Blue auf ihrem Album Love's Theme Song, Kiss. 2021 wurde das Stück von Stefanie Hertel und Leopold Lanner gecovert. 

## Charts und Chartplatzierungen
| ChartsChartplatzierungen     | Höchstplatzierung | Wochen |
| ---------------------------- | ----------------- | ------ |
| Deutschland (GfK)            | 6 (13 Wo.)        | 13     |
| Österreich (Ö3)              | 10 (16 Wo.)       | 16     |
| Schweiz (IFPI)               | 9 (17 Wo.)        | 17     |
| Vereinigtes Königreich (OCC) | 4 (12 Wo.)        | 12     |